# Урнебес
Урнебес (серб. Урнебес, «кутерьма, беспорядок, кавардак») — блюдо сербской кухни. Это острый соус, закуска или бутербродная паста, хотя его часто называют салатом. Готовится из брынзы или сыра, с добавлением сладкого перца, чеснока, паприки и молотого острого перца. Нередко в урнебес добавляют и овощи: икру из баклажанов или айвар.
Урнебес является хорошим гарниром для блюд на гриле или к жареному мясу. Также часто его намазывают на хлеб. Считается более типичным для южной Сербии. Урнебес распространён в Северной Македонии и других балканских странах.